# Andrena nigricula
Andrena nigricula är en biart som beskrevs av Laberge och Bouseman 1977. Andrena nigricula ingår i släktet sandbin, och familjen grävbin. Inga underarter finns listade i Catalogue of Life.